# Jesenice (stacja kolejowa w Czechach)
Jesenice – stacja kolejowa w miejscowości Jesenice, w kraju środkowoczeskim, w Czechach. Znajduje się na wysokości 465 m n.p.m.
Na stacji istnieje możliwość zakupu biletów na wszystkiego rodzaju pociągi w tym również międzynarodowe. 

## Linie kolejowe
- 161 Rakovník - Bečov nad Teplou